# Dora Maar au Chat
Dora Maar au Chat (dịch là Dora Maar với mèo) là một bức vẽ của Pablo Picasso vào năm 1941. Bức tranh mô tả Dora Maar, nhân tình của danh họa, với một con mèo đang ngồi ở trên vai của Dora. Bức tranh này là một trong những bức tranh đắt nhất thế giới, với giá hơn $100,000,000.